# Rodolfo Terlizzi
Pour les articles homonymes, voir Terlizzi (homonymie).
Rodolfo Terlizzi est un escrimeur italien né le 17 octobre 1896 à Florence et mort le 11 juillet 1971 dans la même ville.

## Carrière
Aux Jeux olympiques d'été de 1920 à Anvers, Rodolfo Terlizzi décroche la médaille d'or de fleuret par équipe ; douze ans plus tard aux Jeux olympiques d'été de Los Angeles, il est médaillé d'argent de fleuret par équipe.